# BrewDog
BrewDog is een Schotse Craft Beer-brouwerij te Fraserburgh in Aberdeenshire.

## Geschiedenis
De brouwerij werd in april 2007 opgericht door Martin Dickie en James Watt, omdat ze wat anders op de Britse markt wilden brengen dan de industriële lagers en ales. Een van hun eerste bieren was Paradox (gerijpt op eikenhouten whiskyvaten), dat in een drietal versies op de markt gebracht kwam. Er werd dat jaar 1050 hl Craft Beer gebrouwen en volledig met de hand gebotteld. In 2008 werd een bottelmachine geïnstalleerd en breidde de brouwerij uit naar 9 werknemers. Hun zwaarste bier toen (een Imperial stout van 18,2%) Tokyo* haalde meteen het nieuws toen een motie gestemd werd in het Schots parlement in een poging het bier te verbieden. Er werd geëxporteerd naar Zweden, Japan en de Verenigde Staten en met een jaarcapaciteit van 4050 hl werd de brouwerij meteen de grootste onafhankelijke brouwerij van Schotland. In 2009 diende men extra lagertanks te plaatsen. Ook in 2010 opende de brouwerij een eerste bar in Aberdeen, in 2011 gevolgd door bars in Edinburgh, Glasgow en Londen. In 2011 had de brouwerij 67 mensen in dienst en haalde een jaarcapaciteit van 26.750 hl. In 2010 werd James Watt in Schotland verkozen tot ondernemer van het jaar.

## Stunts
De oprichters Dickie en Watt zijn niet verlegen om een stunt. In 2009 lieten ze hun bier verouderen op het dek van een vissersboot en sloegen een groot aantal “industriële bieren” kapot met een golfstok. Ze gaven de bevolking de mogelijkheid online “aandelen” te kopen van de brouwerij met wat ze noemden een “anti-business business model” en 1300 mensen tekenden meteen in. In 2011 hadden ze al meer dan 6500 “aandeelhouders”. De opening van hun bar in Londen werd gepromoot door met een legertank door Camden Highstreet te rijden. Ze brouwden in 2011 bier op de bodem van de oceaan en gebruikten het hoofd van een rendier als tapkraan voor een van hun nieuwe bieren. Dickie verkleedde zich als de Queen voor hun eindejaarsvideoblog in 2011. The End of History, een bier van 55% werd verkocht in elf flesjes van 33 cl die werden afgevuld en verpakt in opgezette hermelijnen (zeven) en eekhoorns (vier) aan de prijs van 500 Britse Pond per stuk.

## Zwaarste bier ter wereld
Tussen 2009 en 2010 ging de brouwerij een ludieke wedstrijd aan met onder meer de Duitse Kleinbrauerei Schorschbräu om het zwaarste bier ter wereld volgens de Eisbock-methode te brouwen wat resulteerde in Tactical Nuclear Penguin, 32% (2009), Sink the Bismarck! (41%) en The End of History (55%) in 2010.

## Bieren
De brouwerij heeft naast eenmalige brouwsels een uitgebreid vast assortiment.
- Punk IPA
- Elvis Juice
- Dead Pony Club
- 5am Saint
- Jackhammer
- Jet Black heart